# Support pour instrument de musique
Pour les articles homonymes, voir stand (homonymie).
Ne doit pas être confondu avec pupitre.
Un support pour instrument de musique (en anglais : stand) est un accessoire particulier permettant de reposer en sécurité de façon stable un instrument de musique lorsque le musicien n'en joue pas. Le musicien d'orchestre jouant de plusieurs instruments au cours d'un même concert ou d'une répétition a normalement recours à cet accessoire pour protéger tout instrument au repos (par exemple, clarinettiste jouant clarinette en si bémol et clarinette en la, flûtiste jouant flûte de concert et piccolo...).

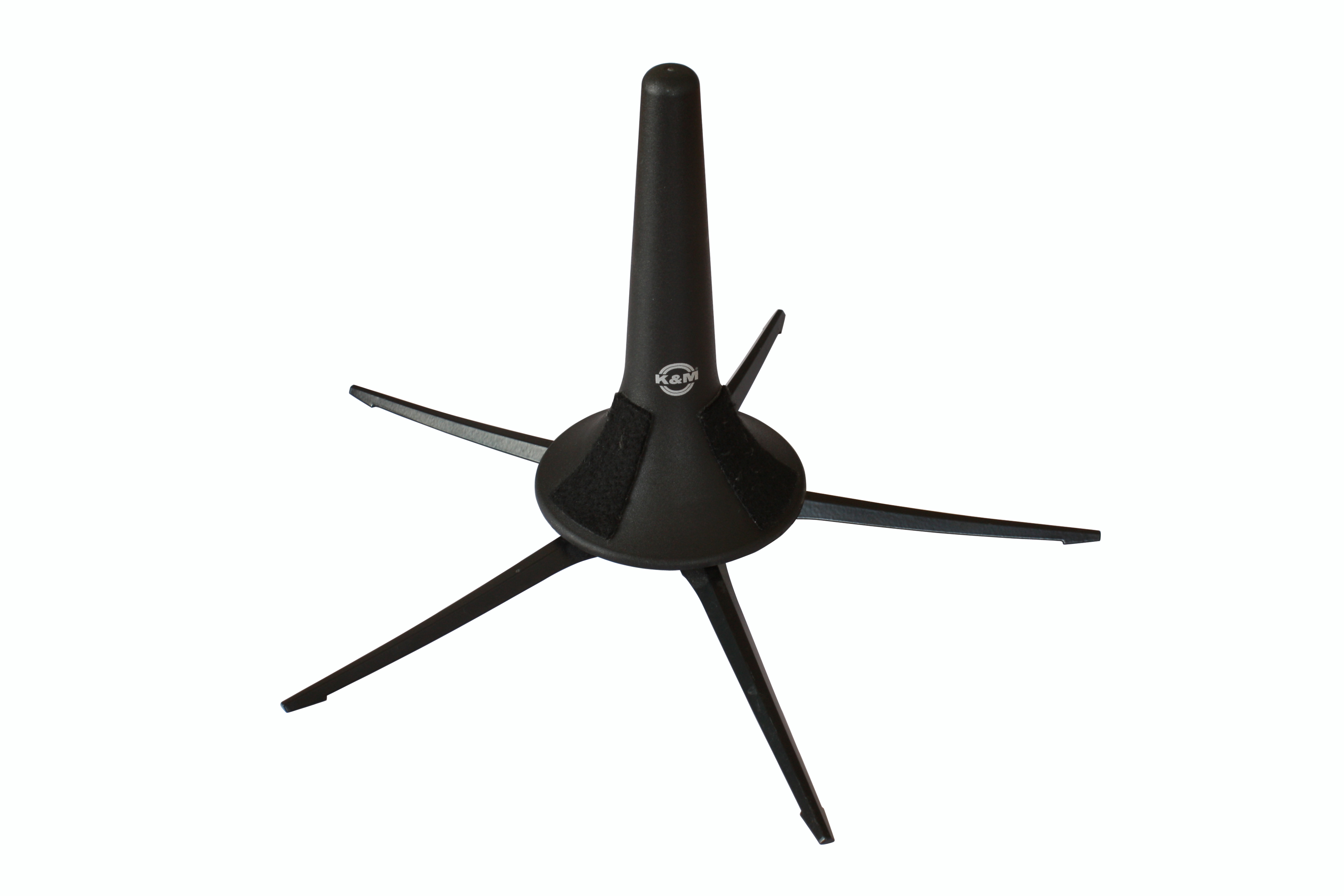
Support en plastique pour trompette, avec cinq pieds et un mandrin à la forme du pavillon.

Les supports sont généralement pliables pour faciliter leur transport. Ils sont fréquemment brevetés.
Suivant le poids et la forme de l'instrument, le support peut être fabriqué dans différents matériaux : plastique, bois, métal...
La stabilité de l'ensemble est généralement obtenu au moyen de la base d'un trépied.

## Support pour instruments à vent

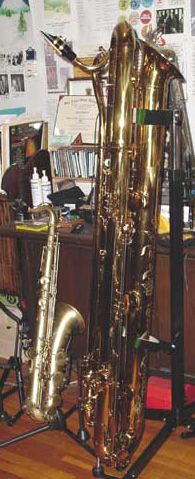
Saxophone ténor (à gauche) et tubax sur leur support respectif.

Chaque type d'instrument à vent possède divers modèles de support adapté à la taille et à   la forme de l'instrument:
- maintien par emboîtement du pavillon : petit instrument (petits cuivres : trompette, cornet à pistons... ; petits bois : clarinette, hautbois, saxophone soprano droit ...)
- maintien par emboîtement de la perce droite : petit instrument (petits bois : flûte, piccolo...)
- maintien externe par le corps ou le pavillon : grands instruments (grands cuivres : tuba basse ... ; grands bois : basson, saxophone, clarinette basse ou contrebasse...)

Il existe des supports combinés permettant d'accueillir plusieurs instruments de musique   (par exemple, un saxophone ténor et une clarinette soprano).

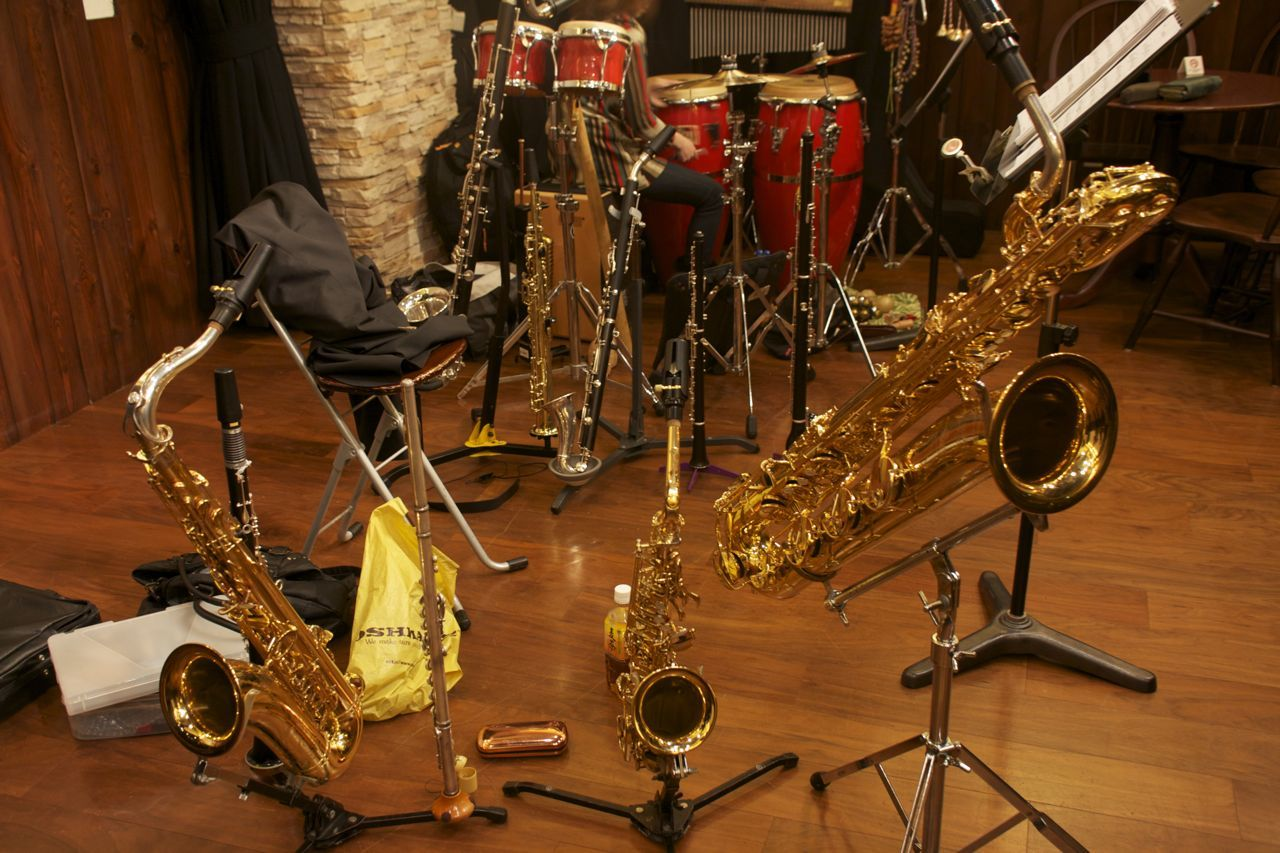
Divers instruments de la famille des bois sur leur support à la disposition d'un multi-instrumentiste.

Afin d'éviter les fissures dans le corps d'un instrument en bois, de prévenir le blocage de ses emboîtements et les variations hygrométriques brusques et également pour protéger le clétage, un instrument doit être séché après une répétition et stocké dans son étui de protection et de transport. Il convient donc de ne pas le stocker à demeure sur ce type de support.

## Support pour instruments à cordes

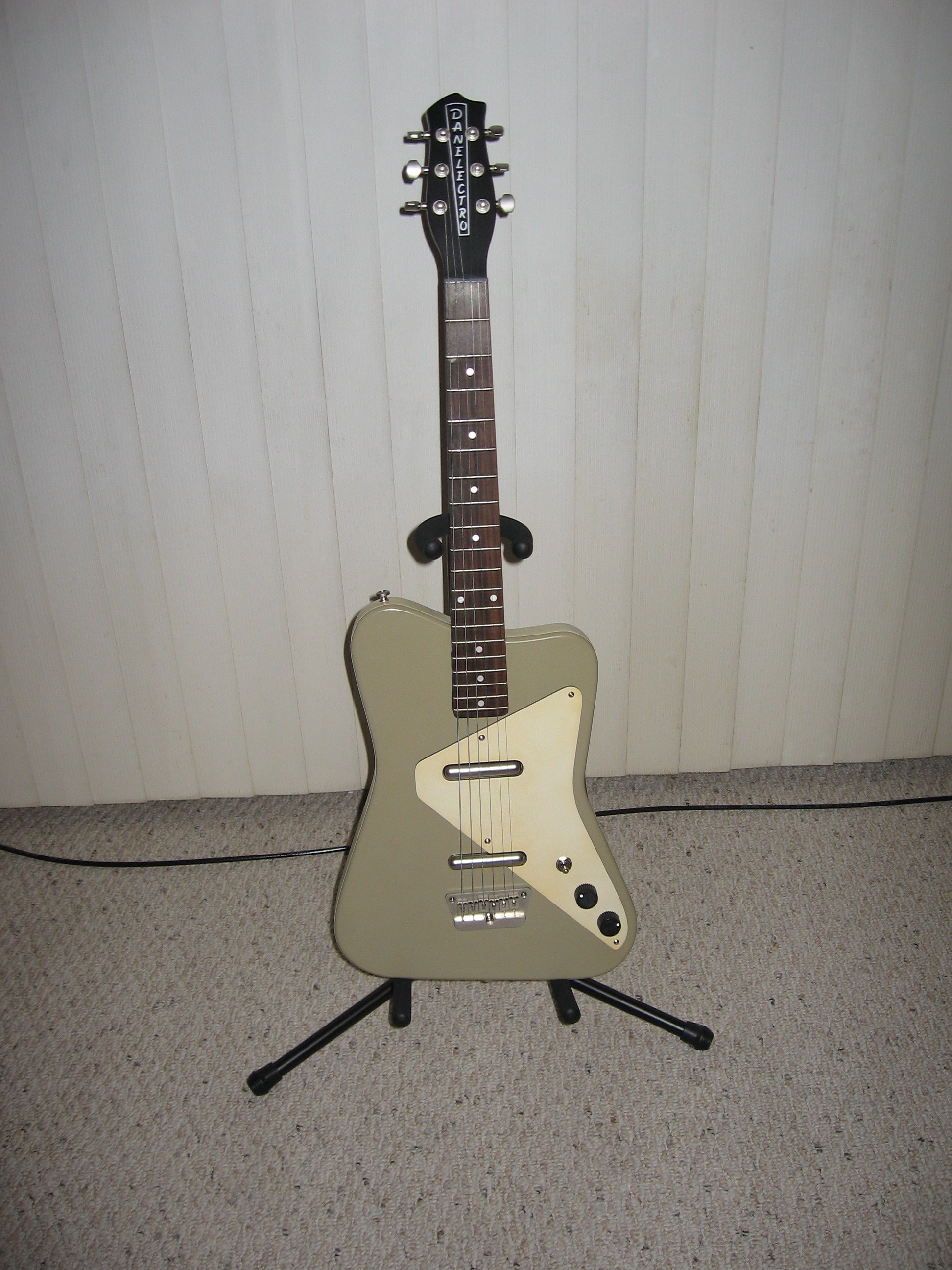
Support pour guitare électrique.

Il existe des supports adaptés à la morphologie des instruments à cordes : violoncelle, guitare électrique, guitare basse...

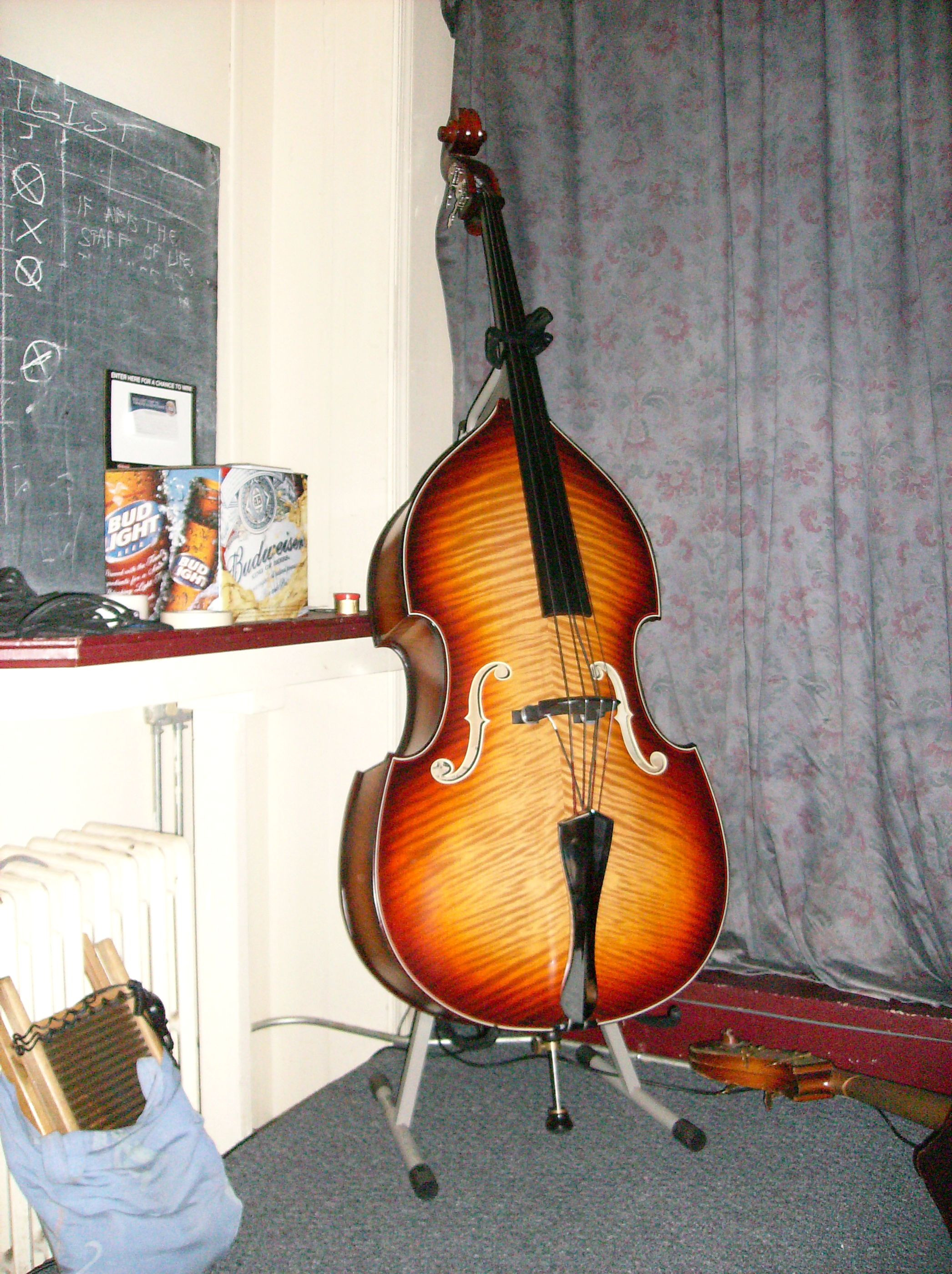
Support pour contrebasse.

## Support pour claviers électroniques

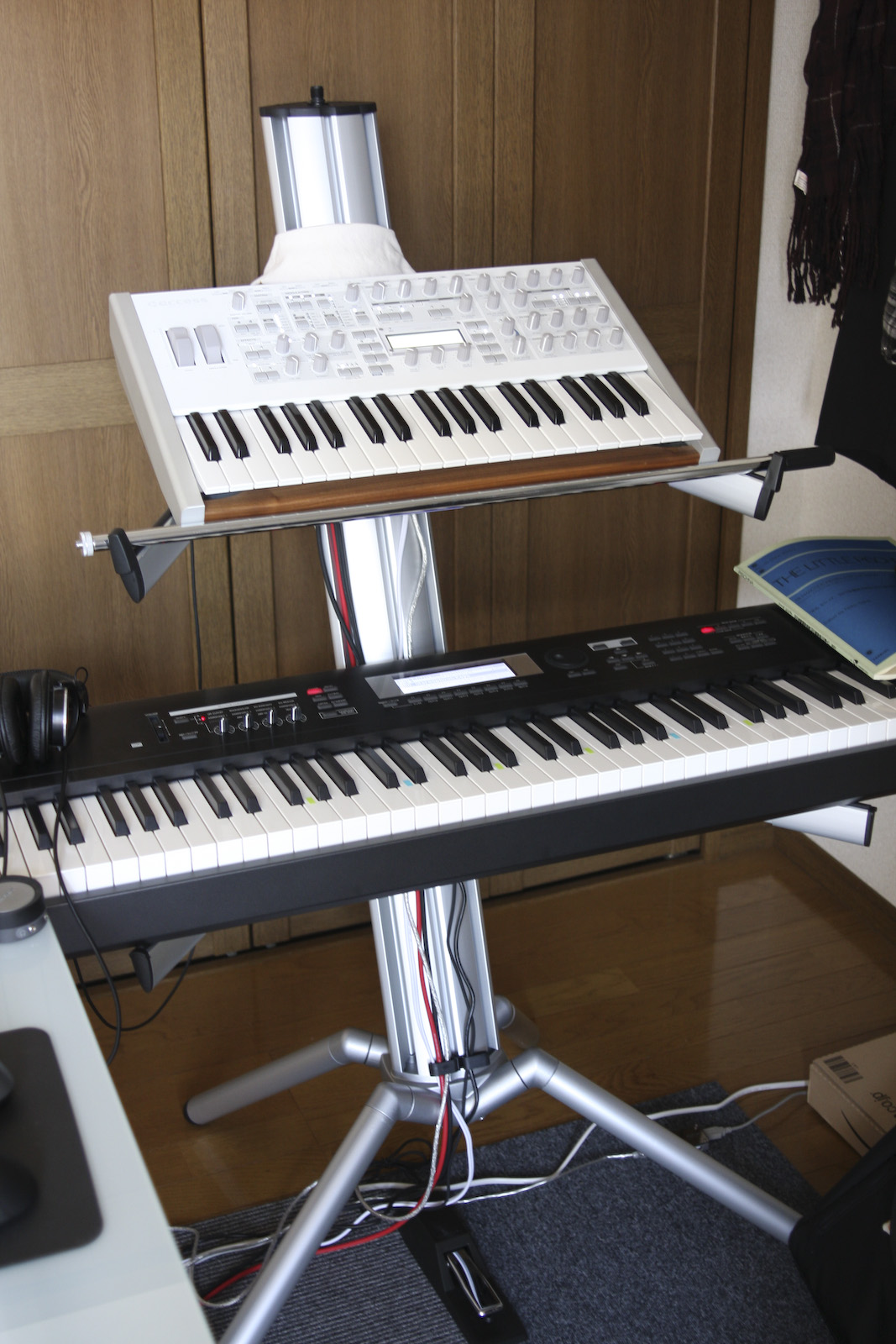
Support pour deux claviers Access Virus TI2 Polar & Korg TR88.

Les claviers électroniques ont besoin d'un support pour être jouer confortablement.

## Support pour percussion
Suivant le type de percussion, l'instrument peut être suspendu (par exemple gong) ou posé sur un plateau (Glockenspiel) au niveau du support.

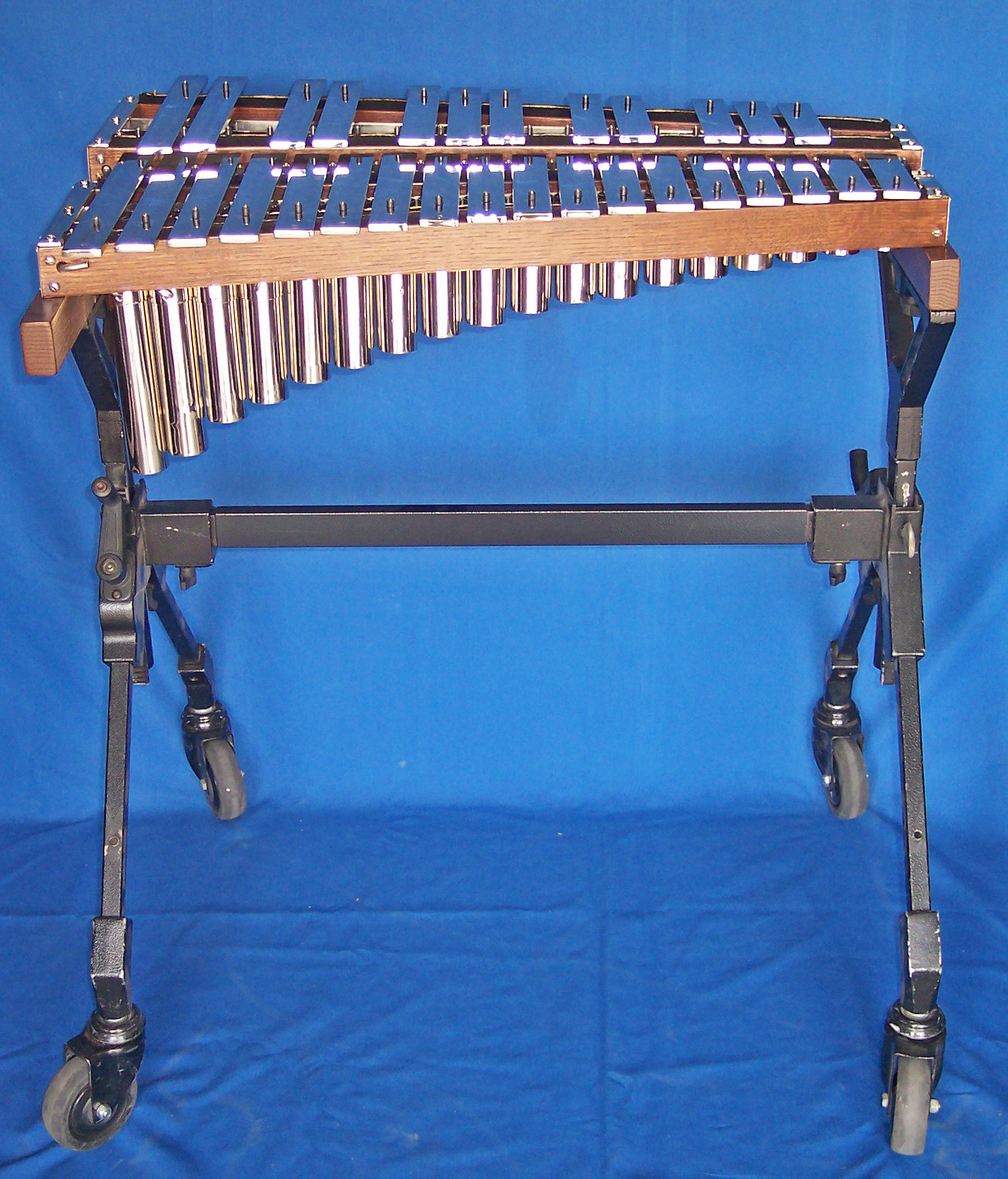
Vibraphone sur un support mobile à quatre roues.

### Quelques fabricants
- Bergerault (France).
- BG Franck Bichon (France).
- Hercules (Taïwan).
- König & Meyer (Allemagne).